# National Grid

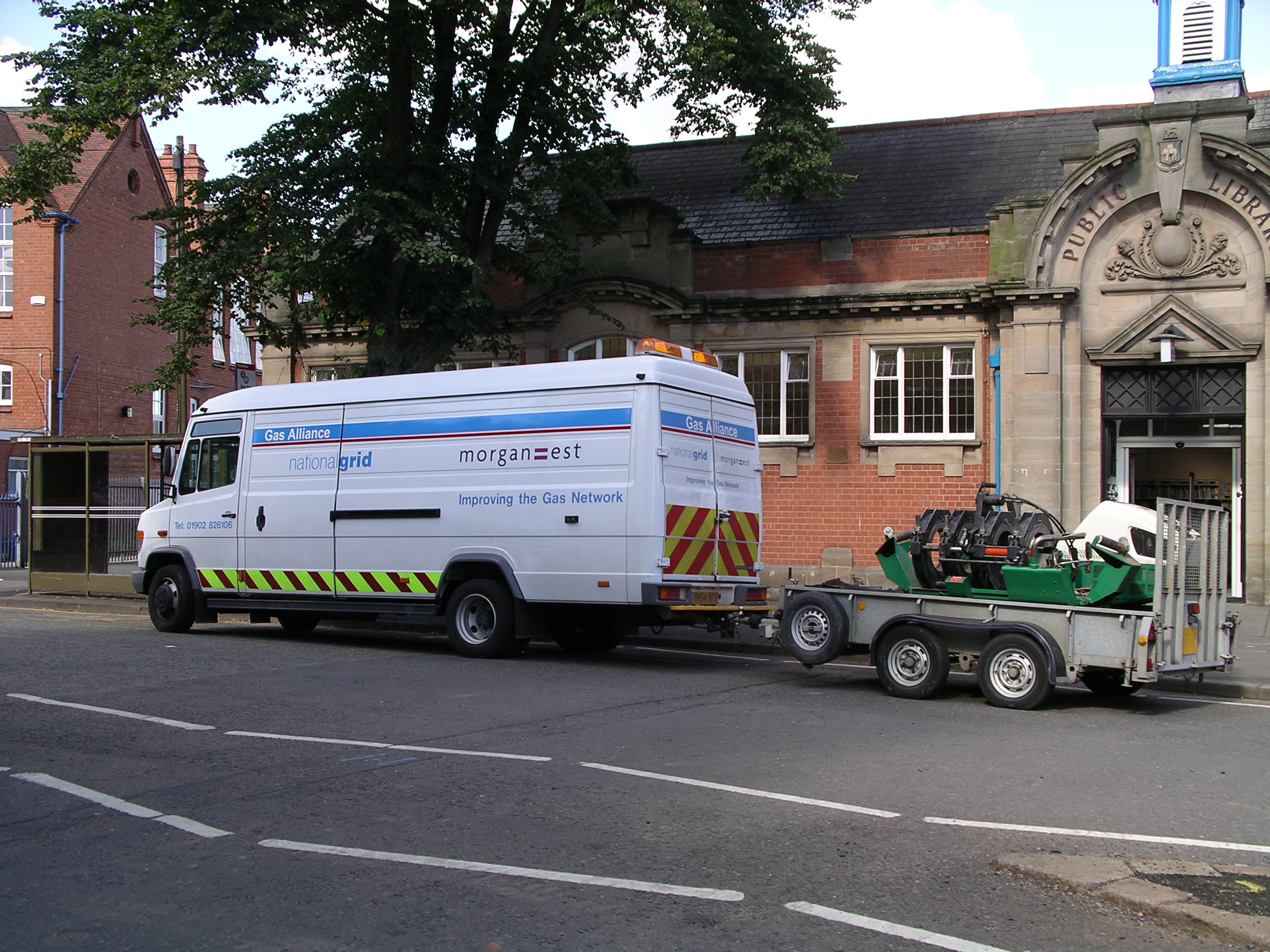
Una furgoneta de National Grid (Reino Unido)

National Grid plc (LSE: NG.: NG., NYSE: NGG: NGG) es una empresa de electricidad y gas nacida en Reino Unido. Con sede en Londres, sus actividades principales están en Reino Unido y Estados Unidos.
National Grid cotiza en la Bolsa de Londres y está integrada en el índice FTSE 100. Tiene una capitalización bursátil de aproximadamente £31.400 millones de libras (agosto de 2014) y es la compañía número 20º de la Bolsa de valores de Londres. También cotiza en la Bolsa de Nueva York.

## Historia

### Orígenes
Hasta el año 1990, tanto la generación y actividades de transmisión de gas y electricidad en Inglaterra y País de Gales estaban bajo la responsabilidad del monopolio Central Electricity Generating Board (CEGB). El mercado de electricidad existente hoy en el Reino Unido se construyó al dividir el CEGB en cuatro compañías separadas en los años 1990. A la generación y transmisión eléctricas se sumaron tres nuevas compañías: PowerGen, National Power y Nuclear Electric (después British Energy o EDF Energy), además de la primitiva CEGB.

### Adquisiciones (1990-2000)
En 1990, las actividades de transmisión de CEGB fueron trasferidas a National Grid Company plc, la cual se subdividió en 12 compañías regionales de electricidad (RECs) a través de una compañía holding, National Grid Group plc. Todavía en 1995 era la compañía más importante de la Bolsa de valores de Londres.
Al comenzar el nuevo milenio, National Grid Group realizó algunas fusiones y adquisiciones importantes. En concreto, en 2000 adquirió New England Electric System y Eastern Utilities Associates. En enero de 2002, National Grid Group compró Niagara Mohawk Holdings, Inc al estado de Nueva York.
En octubre del mismo año, National Grid Group se fusiona con Lattice Group, plc, dueño de Transco —negocio de distribución gasista de Reino Unido (Lattice se escindió de BG Group en el año 2000). En este momento, National Grid Group cambia su nombre a National Grid Transco plc.

### Expansión y consolidación
En 2004, National Grid Transco vendió cuatro de sus redes de distribución gasista regionales. La venta se realizó por €8.800 millones de euros. NGT mantendría otras cuatro redes de distribución, que comprenden casi la mitad de la red de distribución gasista de Gran Bretaña.
En 2005, National Grid Transco cambió de nuevo su nombre. El 26 de julio de 2005 nació una compañía rebautizada como National Grid Electricity Transmission plc, y el 10 de octubre de 2005, la antigua Transco se rebautizó como National Grid Gas plc.
En febrero de 2006, la compañía National Grid anunció la compra de KeySpan Corporation, un distribuidor gasista y productor de electricidad de Estados Unidos, por $7300 millones de dólares (4.100 millones de libras) en efectivo. Al mismo tiempo, National Grid también anunció la adquisición de Southern Union Company, subsidiaria de New England Gas Company de Rhode Island.
La adquisición de KeySpan fue completada el 24 de agosto de 2007, con la aprobación de las reguladoras y de los accionistas de las dos compañías.
En mayo de 2007, la National Grid formó una alianza empresarial con el operador de transmisión holandés TenneT para un enlace entre el Isla de Grano en Kent y Maasvlakte, cerca de Róterdam.
La interconexión estuvo operativa el 1 de abril de 2011, y en enero de 2012 el flujo de electricidad mayoritario pasaba de Países Bajos a Reino Unido.

## Operaciones

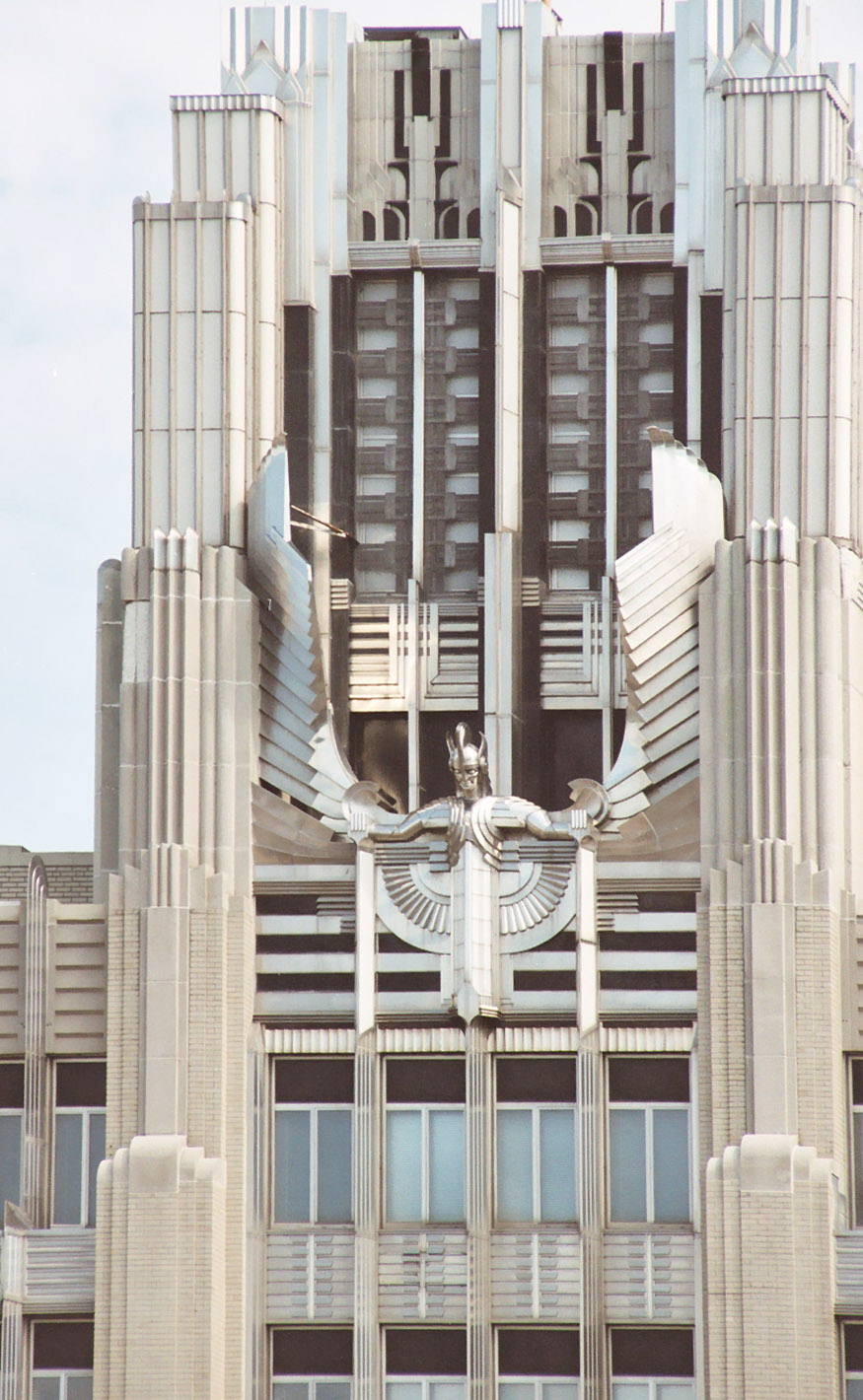
Una porción del Arte Deco fachada de Niagara-Mohawk edificio de Poder, Syracuse, Nueva York

### Reino Unido
- National Grid plc parte-posee y opera un 2,000 Megawatt HVDC enlace a Francia (HVDC Cross-Canal) con RTE.
- National Grid plc parte-posee y opera un 1,000 Megawatt HVDC enlace al Netherlands (BritNed) con TenneT.
- Gas de Verja nacional plc (anteriormente Transco) posee y opera la red de transmisión gasista (de terminales a distribuidores), sabidos como el Sistema de Transmisión Nacional (NTS), y cuatro redes de distribución (de red nacional a clientes): Oeste Del norte de Inglaterra, Este de Inglaterra (cuál está partido a dos áreas—Del este Anglia & Del este Midlands), Del oeste Midlands y Londres; las redes de distribución eran divisiones regionales anteriores de Gas británico.
- Tan de 2012, la Carpeta de Propiedad de National Grid estuvo formada para albergar todo RESP tierra, las oficinas y los depósitos utilizaron para operaciones de Verja Nacional que es ahora superávit a requisitos o dejados a terceros partidos.
- Fue hasta octubre de 2024 el operador del sistema eléctrico (anteriormente National Grid Company) en Inglaterra y Gales. Desde el 1 de abril de 2005 lo también operó la red de transmisión eléctrictrica en Escocia. La red fue nacionalizada para formar la National Energy System Operator (NESO).[18]

### Estados Unidos
- National Grid USA opera encima 9,000 millas (14,000 km) de transmisión de electricidad y entrega electricidad y gas natural a áreas de los estados de Nordeste de Massachusetts, Nuevo Hampshire, Nueva York, Rhode Island y Vermont, sirviendo encima 3.3 millones de clientes con poder eléctrico y 3.4 millones de clientes con gas natural.

[19] EE. UU. de Verja nacional es actualmente headquartered en Waltham, Massachusetts en un 300,000-cuadrado-pies (28,000 m²) LEED certificó "facilidad" verde.[19] La filial de EE. UU. lleva a cabo su negocio a través de un número de compañías subsidiarias (todo haciendo negocio como "National Grid"). El principal unos son: 
  - Compañía de Poder de Inglaterra nueva;
  - Massachusetts Compañía Eléctrica (en Massachusetts);
  - Nantucket Eléctrico (en Massachusetts);
  - El Narragansett Compañía Eléctrica (en Rhode Island);
  - Niagara Mohawk Power Empresa (en Estado de Nueva York);
  - KeySpan Empresa (partes de Ciudad de Nueva York);
  - Boston Compañía Gasista (incluyendo el anterior Essex Compañía Gasista en Massachusetts); y
  - Compañía Gasista colonial (en Massachusetts)